# A・G・ワーフィールド
A・G・ワーフィールド（A. G. Warfield、生没年不詳）は、明治時代にお雇い外国人として来日したアメリカ合衆国の土木技術者である。

## 経歴・人物
1871年（明治4年）開拓使顧問のホーレス・ケプロンらと共に来日した。開拓使に雇われケプロンの助手となり、彼と共に道内の測量及び地質調査を行った。
同時期に調査を行った内容が書かれている報告書を刊行する等、道内における地域活性化に貢献した。